# Precocidad

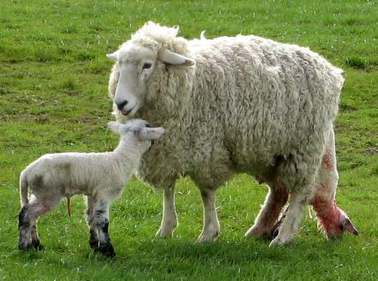
Oveja dando a luz el segundo mellizo. Nótese que el primero ya está erguido.

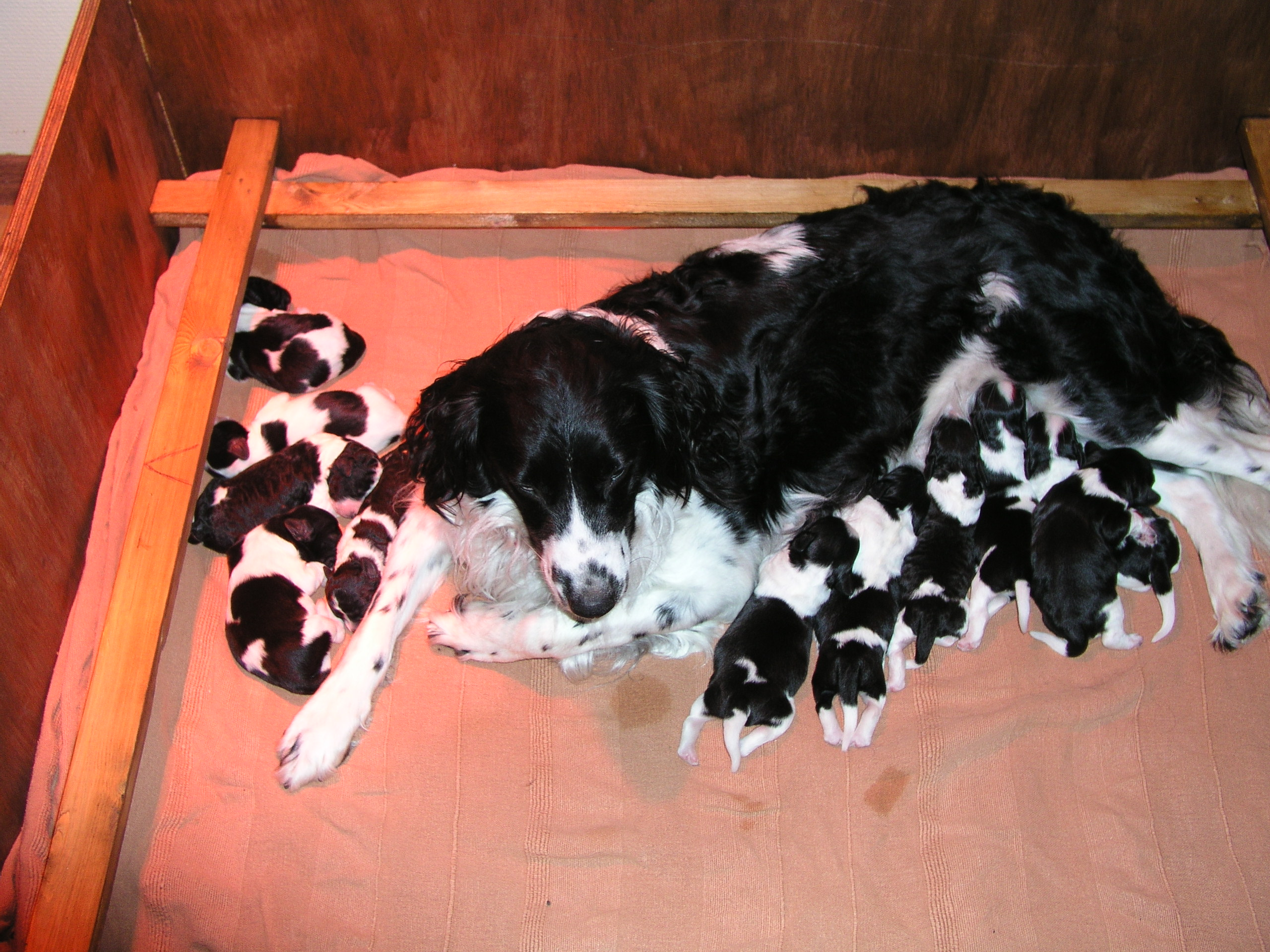
Los perros no son especies precoces, pues necesitan cuidados maternales tras nacer.

En zoología, las especies consideradas precoces son aquellas en las que las crías son capaces de ver, oír, ponerse en pie y realizar las demás funciones propias del individuo adulto, prácticamente desde el nacimiento. Por tanto, estas especies requieren menores cuidados maternales y son capaces de unirse a las actividades de los individuos adultos en pocos días. Entre las especies precoces más representativas están el caballo y la oveja, cuyas crías son capaces de andar a las pocas horas de nacer y siguen el ritmo de la manada en menos de una semana. El ser humano no se encuentra entre las especies precoces, al igual que el conejo doméstico o el perro.